# Eltjo de Jonge

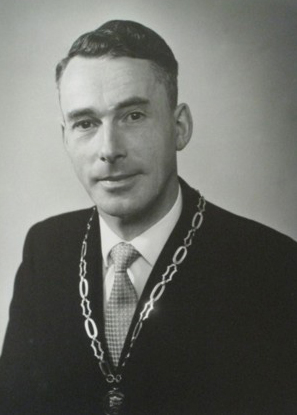
E.J. de Jonge in 1960 met ambtsketen van de gemeente Vledder.

Eltjen Johannes (Eltjo) de Jonge (Groningen, 9 februari 1920 – Vries, 27 juli 2007) was een Nederlands partijloos burgemeester.
Hij begon zijn loopbaan in 1940 als volontair bij de gemeente Zuidhorn. Hij was daar intussen tweede ambtenaar toen hij in mei 1946 als eerste ambtenaar in dienst trad bij de Overijsselse gemeente Hasselt. Nog geen jaar later maakte hij de overstap naar de gemeente Winsum. In februari 1957 werd De Jonge benoemd tot burgemeester van Vledder en in oktober 1964 volgde zijn benoeming tot burgemeester van Vries. De Jonge ging daar, na 25 jaar burgemeesterschap, in april 1982 vervroegd met pensioen en midden 2007 overleed hij op 87-jarige leeftijd.